# Кошкино (Вачский район)

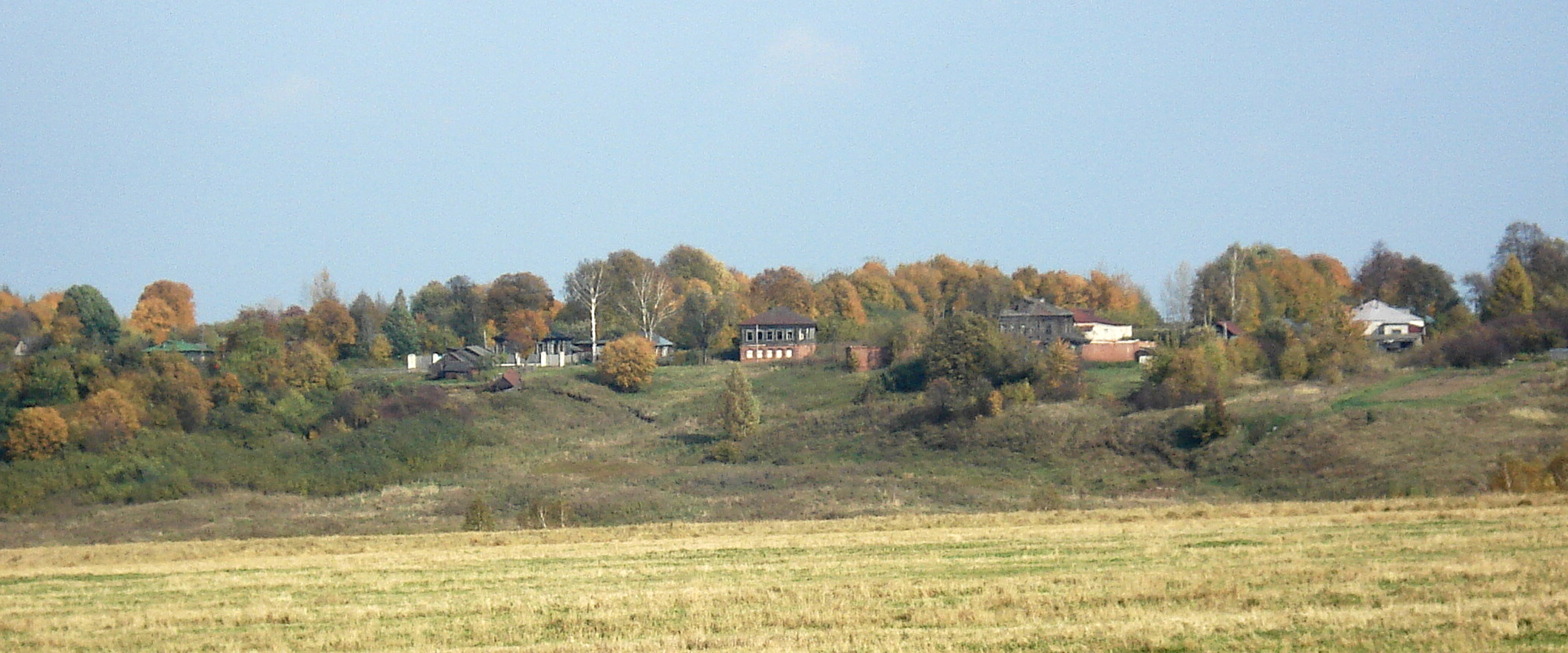
Вид на Кошкино с автотрассы Федурино-Чулково

Ко́шкино — деревня в Вачском районе Нижегородской области. Входит в состав Чулковского сельсовета.
В прошлом — деревня Больше-Загаринского прихода Загаринской волости Муромского уезда Владимирской губернии.

## География
Находится на расстоянии около 2,5 км на юго-юго-восток от села Чулково и примерно 2,5 км на северо-восток от села Большое Загарино.
Кошкино расположено на высоком длинном холме, вдоль его верхней плоской части и хорошо просматривается с параллельно проходящей на расстоянии около 2 км автодороги Федурино-Чулково. Откуда видны, в том числе, дома дореволюционной постройки с кирпичным цокольным этажом и вторым деревянным, наличие которых говорит о былой зажиточности жителей Кошкино.

## История
- В писцовых книгах 1628—1630 годов написано, что «в деревне Кошкиной 9 дворов крестьянских и 4 двора пустых», и что она принадлежит боярину Михаилу Борисовичу Шеину (известному полководцу и государственному деятелю России XVII века).
- В окладных книгах Рязанской епархии за 1676 год в составе «прихода села Загарина» упоминается «деревня Кошкина», в которой 21 двор крестьянский.
- В 1850-х годах деревня Кошкино входила в состав владений князя Сергея Григорьевича Голицына[2].
- В «Историко-статистическом описании церквей и приходов Владимирской Епархии» за 1897 год сказано, что в деревне Кошкино 35 дворов.

## Население
| 1859 | 1905 | 1926 | 1999 | 2002 | 2010 |
| ---- | ---- | ---- | ---- | ---- | ---- |
| 235  | ↗287 | ↗307 | ↘111 | ↘94  | ↘74  |

## Инфраструктура
В Кошкино имеются магазин, библиотека-клуб, оно телефонизировано и в нём установлен «красный» таксофон с номером (83173)76-194.
Доехать до Кошкино на автомобиле можно по автодороге Р125: Муром — Нижний Новгород, повернув у Федурино (рядом с поворотом на Вачу) в сторону Чулково, проехав по асфальтированной дороге около 13 км и за деревней Ефимьево повернуть направо на старую, мощёную камнем дорогу, доходящую почти до самого Кошкина.
Также можно воспользоваться автобусом № 100, курсирующим по маршруту «Павлово—Вача—Чулково», доехать до Ефимьево и пройти около 2 км пешком.

## Известные личности, родившиеся в Кошкино
- Рудаков, Владимир Андреевич (1930—2011) — начальник Главного управления кораблестроения ВМФ СССР, вице-адмирал.